# Egerton (Kent)
Egerton – wieś w Anglii, w hrabstwie Kent, w dystrykcie Ashford. Leży 17 km na południowy wschód od miasta Maidstone i 70 km na południowy wschód od centrum Londynu. W 2001 miejscowość liczyła 1104 mieszkańców.